# Madame Pompadour (Modigliani)
Madame Pompadour è un dipinto a olio su tela (61x50 cm) realizzato nel 1915 dal pittore italiano Amedeo Modigliani conservato nell'Art Institute of Chicago.
La donna ritratta è Beatrice Hastings con la quale Modigliani ebbe una relazione sentimentale. Fu esposto per la prima volta nel 1916 nella mostra organizzata dai pittori Moïse Kisling e Manuel Ortiz de Zárate nell'atelier di Émile Lejeune. Il dipinto mostra parecchie influenze dal cubismo anche se attenuate dai colori sobri e di ridotta varietà cromatica. Il soprannome "Madame Pompadour" fu dato in quanto al pari della nota favorita di Luigi XV la Hastings indossava di frequente cappelli di grandi dimensioni.